# 愛德蒙·佩文西
愛德蒙·佩文西（英語：Edmund Pevensie）是英國作家C·S·路易斯所著奇幻小說《納尼亞傳奇》系列中的虛構人物，在《獅子·女巫·魔衣櫥》、《賈思潘王子》、《黎明行者號》、《奇幻馬和傳說》和《最後的戰役》中登場。

## 角色生平
愛德蒙是佩文西家四名孩子中的老三。在《獅子·女巫·魔衣櫥》中，時值二戰爆發、倫敦遭受空襲，彼得和他的弟妹被迫從倫敦疏散，前往鄉下的老寇克教授家避難。他是四兄妹中第二個透過衣櫥進入納尼亞的人，並被白女巫賈迪絲以土耳其軟糖誘騙，出賣了兄弟姊妹們。愛德蒙在被白女巫利用後，差點被殺，所幸獅王亞斯藍派人把他救出。在亞斯藍的開導之下，愛德蒙洗心革面，與哥哥彼得共同率軍在貝路納之役中抵抗白女巫的軍隊。白女巫死去後，愛德蒙等四人被亞斯藍加冕為納尼亞的君主，四人共同統治納尼亞，其中愛德蒙人稱「公正的愛德蒙國王」。十五年後，四人意外重返人類世界，發現時間只流逝了不過幾秒鐘，自己仍然是孩子。
在《賈思潘王子》中，愛德蒙等四兄妹重返納尼亞，幫助賈思潘王子重掌王位。在《黎明行者號》中，愛德蒙與露西以及表弟尤斯提又來到了納尼亞，參與賈思潘國王的航行。
在《最後的戰役》中，愛德蒙與彼得從倫敦凱特里家院子裡挖出了魔法戒指，並在月台上等待與坐火車的寇克教授等人會合，卻喪生於火車事故中，其靈魂被送至「真正的納尼亞」。

## 可能的寓意
愛德蒙的背叛與《新約聖經》中的猶大出賣耶穌的行徑有著相似之處。路易斯在一封給讀者的信中說：「愛德蒙跟猶大一樣是個偷偷摸摸的叛徒，但與猶大不同的是，愛德蒙最終悔改並得到了寬恕。」

## 改編
在1980年代的電視劇《納尼亞傳奇》中，由強納森·史考特飾演。
在2005年電影《納尼亞傳奇：獅子·女巫·魔衣櫥》中，由史肯達·凱恩斯飾演。他也在續集《納尼亞傳奇：賈思潘王子》和《納尼亞傳奇：黎明行者號》中繼續飾演此角。